# 강상구의 강펀치
강펀치는 대한민국 TV조선 유튜브 채널에서 평일 오전 10시 20분에 방송되는 TV조선의 유튜브 시사 토크쇼 프로그램이다. 정치부 국회팀장 법조팀장을 지낸 류병수 차장이 진행한다. 방송 시작 전에 아침 6시 50분에 《강상구의 강스라이팅》이 방송된다.

## 개요
2022년 10월 17일 첫방송된 TV조선의 유튜브 정치 · 시사 토크쇼 프로그램.

## 진행자
- 강상구 디지털뉴스부장

## 구성
- 강스라이팅
- 인터뷰

## 같이 보기
- TV조선